# Audencia
Audencia – europejska szkoła biznesowa w mieście Nantes. Założona w 1900 roku, jest jedną z najstarszych szkół biznesowych na świecie. We Francji posiada status grande école.
W 2015 roku Audencia uplasowała się na 65. miejscu pośród wszystkich szkół biznesowych na świecie. W 2015 roku jej sztandarowy program Master in Management (studia magisterskie w dziedzinie zarządzania) był na 24. miejscu rankingu Financial Times.
Programy studiów realizowane przez Audencia posiadają potrójną akredytację przyznaną przez AMBA, EQUIS oraz AACSB. Wśród absolwentów tej uczelni znajdują się między innymi: francuski polityk Jean Arthuis i francuski duchowny katolicki Hervé Gaschignard.
Szkoła jest partnerem École nationale de l’aviation civile.